# Pteris albersii
Pteris albersii är en kantbräkenväxtart. Pteris albersii ingår i släktet Pteris och familjen Pteridaceae.

## Underarter
Arten delas in i följande underarter:
- P. a. albersii
- P. a. mufindiensis
- P. a. uaraguessensis